# Narodowy Związek na rzecz Rozwoju Rumunii
Narodowy Związek na rzecz Rozwoju Rumunii (rum. Uniunea Națională pentru Progresul României, UNPR) – rumuńska partia polityczna o profilu socjaldemokratycznym.

## Historia
Narodowy Związek na rzecz Rozwoju Rumunii został założony w 2010 przez rozłamowców z Partii Socjaldemokratycznej i działaczy lewego skrzydła Partii Narodowo-Liberalnej. Pierwsze rozmowy na temat powołania nowej centrolewicowej partii nastąpiły już w czerwcu 2009, kiedy to Gabriel Oprea postanowił odejść z PSD i założył własny klub parlamentarny. 20 kwietnia 2010 został złożony pierwszy wniosek o rejestrację partii, do czego jednak nie doszło. Formalnie partia została założona 1 maja 2010. Przewodniczącym został Marian Sârbu, przewodniczącym egzekutywy Gabriel Oprea, a honorowym prezesem Cristian Diaconescu – cała trójka wywodząca się z socjaldemokratów.
UNPR wszedł do koalicji rządowej, popierając gabinet Emila Boca, a następnie rząd, na czele którego stanął Mihai Răzvan Ungureanu. W 2012 kierownictwo w partii przejął Gabriel Oprea. Związek dołączył następnie do Unii Socjalno-Liberalnej, uzyskując z ramienia tej koalicji reprezentację parlamentarną w wyborach w 2012. W czerwcu 2015 do UNPR przyłączyła się Partia Ludowa – Dan Diaconescu.
W 2016 nowym przewodniczącym partii został parlamentarzysta Valeriu-Andrei Steriu. W lipcu 2016 UNPR na kongresie zjednoczeniowym przyłączył się do Ruchu Ludowego byłego prezydenta Traiana Băsescu. W czerwcu 2018 Gabriel Oprea doprowadził jednak do reaktywowania partii jako samodzielnego podmiotu.